# واهان بیچاخچیان
واهان بیچاخچیان (ارمنی: Վահան Բիչախչյան؛ زادهٔ ۹ ژوئیهٔ ۱۹۹۹) بازیکن فوتبال اهل ارمنستان است.
از باشگاه‌هایی که در آن بازی کرده‌است می‌توان به باشگاه فوتبال شیراک اشاره کرد.

## تیم ملی
وی همچنین در تیم‌های ملی فوتبال زیر ۱۹ سال ارمنستان، زیر ۲۱ سال ارمنستان، و ارمنستان بازی کرده‌است. بیچاخچیان نخستین بازی ملی خود را در چهارچوب en:2020–21 UEFA Nations League C در تاریخ ۸ سپتامبر ۲۰۲۰ در ایروان در مقابل استونی انجام داده‌است